# Serengeti (rappeur)
David Cohn, mieux connu sous son nom de scène Serengeti, est un rappeur américain né à Chicago, dans l'Illinois. 

## Jeunesse
Serengeti est le petit-neveu du trompettiste de jazz Sonny Cohn . Il a grandi dans divers endroits de Chicago, dans l'Illinois, alors que ses parents divorçaient alors qu'il était âgé de seulement 5 ans.  À l'âge de 12 ans, il s'est lancé dans le hip hop.  Il a commencé à écrire des vers tout en fréquentant le Morgan Park High School . Il a également fréquenté la Southern Illinois University Carbondale, où il s'est lié d'amitié avec Open Mike Eagle.  Il est diplômé de la faculté d'histoire par l'université en 2001. 

## Carrière
En 2007, Serengeti a sorti son premier album collaboratif avec le producteur Polyphonic, intitulé Don't Give Up . Le duo a sorti son deuxième album collaboratif, Terradactyl, en 2009. 
En 2011, Serengeti a sorti son album solo, Family &amp; Friends, qui a été produit par Yoni Wolf et Owen Ashworth. 
Serengeti est membre de Sisyphus avec Son Lux et Sufjan Stevens. Le trio a sorti Beak &amp; Claw en 2012  ainsi qu'un album éponyme en 2014.
En 2012, Serengeti a sorti CAR, ainsi que Kenny Dennis EP . Il a sorti Kenny Dennis LP en 2013  et Kenny Dennis III en 2014 

## Style
La musique du Serengeti s'éloigne fortement de la plupart des hip-hop traditionnels, qu'il considère comme «déprimants» et se compose toujours des «mêmes idées redondantes». 
Dans une interview, Serengeti a déclaré avoir composé et créé Dennehy comme "une réponse aux plaintes courantes sur le hip-hop" et "pour remettre le plaisir dans le hip-hop". 

## Discographie

### Albums studio
- Dirty Flamingo (F5 Records, 2003)
- Noodle-Arm Whimsy (The Frozen Food Section, 2005)
- Rainbows à essence (Day by Day Entertainment, 2006)
- Thunder Valley (Audio 8 Recordings, 2006)
- Race Trading (Audio 8 Recordings, 2006)
- Noticeably Negro (Audio 8 Recordings, 2006)
- Dennehy (Bonafyde Recordings, 2006)
- Don't Give Up (Audio 8 Recordings, 2007) (with Polyphonic)
- The Boredom of Me (Audio 8 Recordings, 2008) (with Renee-Louise Carafice & Tony Trimm, as Yoome)
- Friday Night (Breakfast Records, 2008) (with Hi-Fidel, as Friday Night)
- Terradactyl ( Anticon, 2009) (with Polyphonic)
- Conversations with Kenny / Legacy of Lee (Golden Floyd Records, 2009)
- There's a Situation on the Homefront (Breakfast Records, 2010) (with Hi-Fidel & DJ Koufie, as Tha Grimm Teachaz)
- Saturday Night (Breakfast Records, 2010) (with Hi-Fidel, as Friday Night)
- Shtaad (Blank Records, 2011) (with Sicker Man, as Shtaad)
- Family &amp; friends (Anticon, 2011)
- C.A.R. (Anticon, 2012)
- Saal (Graveface Records, 2013)
- Kenny Dennis LP (Anticon, 2013)
- Sisyphus ( Asthmatic Kitty / Joyful Noise, 2014) (with Son Lux & Sufjan Stevens, as Sisyphus)
- Kenny Dennis III (Joyful Noise, 2014)
- Time and Materials ( Mello Music Group, 2015) (with Open Mike Eagle, as Cavanaugh)
- Testarossa (Joyful Noise, 2016) (with Yoni Wolf, as Yoni & Geti)
- Doctor My Own Patience (Graveface Records, 2016) (with Sicker Man)
- Kaleidoscope (Audio Recon, 2017)
- Dennehy ( Fake Four Inc., 2017) (reissue with bonus tracks)
- Jueles - Butterflies (auto-publié, 2017)
- To the Max (auto-publié, 2018)
- Dennis 6e (auto-publié, 2018)
- Music from the Graphic Novel: Kenny vs the Dark Web (Burnco Recs, 2019)
- EUD (auto-publié, 2019)
- Ajai (Cohn Corporation, 2020)

### Remix d'albums
- Friday Night Remixed (Breakfast Records, 2010) (with Hi-Fidel, as Friday Night)

### Microalbums (EP)
- Bells and a Floating World (Anticon, 2010) (with Polyphonic)
- There's a Situation on the Homefront EP (Chopped Herring Records, 2011) (with Hi-Fidel & DJ Koufie, as Tha Grimm Teachaz)
- Davis (Leaving Records, 2011) (with Matthewdavid, as Davis)
- Beak &amp; Claw (Anticon, 2012) (with Son Lux & Sufjan Stevens, as S / S / S)
- Kenny Dennis EP (Anticon, 2012)
- C.A.B. (Anticon, 2013)
- You Can't Run from the Rhythm (Joyful Noise, 2015) Dust (F5 Records, 2016)
- Kaleidoscope EP (Joyful Noise, 2017)
- Derek (Fake Four Inc. / Audio Recon, 2017)
- Kaleidoscope 2 (auto-publié, 2018)
- The Moon (auto-publié, 2018)
- 6e Features from Berlin (auto-publié, 2019)
- Quail (Audio recon, 2019)
- Quarantine Recordings (Auto Reverse Records, 2020) (with Open Mike Eagle, as Cavanaugh)

### Singles
- "Black Giraffes / Busty Women" (F5 Records, 2003)
- "Fast Living / Breakfast of Champions" (The Frozen Food Section, 2005)
- "Be a Man" (Graveface Records, 2012) (with Advance Base & Tobacco)
- "Firebird Logo" (Burnco Recs, 2013)
- "Havin 'a Time" (auto-publié, 2019)

### Apparitions en tant qu'invité
- Themselves - "Keys to Ignition" de The Free Houdini (2009)
- Tobacco - "2 Thick Scoops" de LA UTI (2010)
- Open Mike Eagle - "Easter Surgery" de Unapologetic Art Rap (2010)
- Open Mike Eagle - "Four Days" de Extended Nightmares Getdown: The Dark Blue Door (2011)
- Open Mike Eagle - "Universe Man" de 4nml Hsptl (2012)

### Compilations d'apparitions
- "Blood Pt. 2" dans Dark Was the Night (2009)